# Viksberg, Smedjebackens kommun
Viksberg är en bebyggelse vid sydvästra stranden av Södra Barken i Smedjebackens kommun. Sedan 2020 har SCB avgränsat bebyggelsen till en småort.